# Ogólnopolska Olimpiada Młodzieży w Sportach Zimowych 2010
16. Ogólnopolska Olimpiada Młodzieży w Sportach Zimowych – krajowe zawody sportowe, w których startowały dzieci i młodzież w wieku szkolnym, które odbyły się od 1 do 22 lutego 2010 w województwie dolnośląskim – jedynymi dyscyplinami nie rozegranymi na Dolnym Śląsku był hokej na lodzie, łyżwiarstwo szybkie i snowboard. 

## Dyscypliny
| Lp. | Dyscyplina                                  | Miejsce Rozgrywek   |
| --- | ------------------------------------------- | ------------------- |
| 1.  | Biathlon                                    | Duszniki-Zdrój      |
| 2.  | Curling                                     | Świdnica            |
| 3.  | Hokej na lodzie                             | Sosnowiec           |
| 4.  | Łyżwiarstwo figurowe                        | Świdnica            |
| 5.  | Łyżwiarstwo szybkie - tor długi             | Tomaszów Mazowiecki |
| 6.  | Łyżwiarstwo szybkie - tor krótki            | Świdnica            |
| 7.  | Narciarstwo alpejskie                       | Stronie Śląskie     |
| 8.  | Narciarstwo klasyczne - Biegi narciarskie   | Szklarska Poręba    |
| 9.  | Narciarstwo klasyczne - Kombinacja norweska | Karpacz             |
| 10. | Narciarstwo klasyczne - Skoki narciarskie   | Karpacz i Lubawka   |
| 11. | Saneczkarstwo                               | Karpacz             |
| 12. | Snowboard                                   | Krynica-Zdrój       |